# Vindesina
La vindesina è un composto chimico di formula {\displaystyle {\ce {C43H55N5O7}}}.

## Caratteristiche strutturali e fisiche
| Caratteristiche strutturali          | Caratteristiche strutturali |
| ------------------------------------ | --------------------------- |
| N. di atomi pesanti                  | 55                          |
| N. di donatori di legami a idrogeno  | 5                           |
| N. di accettori di legami a idrogeno | 10                          |
| N. di atomi stereogenici             | 9                           |
| N. di legami ruotabili               | 7                           |
| Caratteristiche fisiche              |                             |
| Massa monoisotopica                  | 753,41014911 u              |
| Superficie polare                    | 165 Å²                      |
| Potere rotatorio                     | +39,4 ° (c = 1 in metanolo) |
| Rifrattività                         | 210,32 m3/mol               |
| Polarizzabilità                      | 81,39 Å3                    |
| Caratteristiche fisiologiche         |                             |
| Carica fisiologica                   | 2                           |

## Reattività e caratteristiche chimiche
Il solfato di di vindesina è più stabile a un pH di 1,9. Può precipitare in una soluzione con pH superiore a 6. Una soluzione di solfato di vindesina a 20 µg/ml in destrosio al 5% in acqua, soluzione di Ringer, lattato o cloruro di sodio allo 0,9% non si degrada dopo 4 settimane se conservata a -20 °C.

### Spettri analitici
- UV[6]

## Farmacologia e tossicologia

### Farmacocinetica
l profilo farmacocinetico della vindesina solfato è simile a quello degli altri alcaloidi della vinca. Dopo somministrazione endovenosa l'eliminazione plasmatica ha una cinetica di tipo trifasico con emivite rispettivamente di 2 minuti, 1 ora e 24 ore. Il farmaco è rapidamente distribuito a tutti i tessuti corporei. Viene metabolizzato principalmente a livello epatico ed escreto essenzialmente nella bile e, solo in piccola parte, nelle urine (6%). La clearance corporea totale è di 252 ml/kg/ora ed è intermedia tra quella della vinblastina e quella della vincristina.

### Farmacodinamica
La vindesina si lega alla tubulina e la stabilizza, interrompendo così la polimerizzazione della stessa e impedendo la formazione del fuso mitotico e la divisione cellulare. Le cellule trattate non riescono a completare la mitosi e si arrestano in metafase. Questo agente interferisce anche con la sintesi delle macromolecole.
ll composto è tre volte più potente della vincristina e quasi dieci volte più potente della vinblastina nell’indurre l’arresto mitotico negli studi in vitro, a dosi progettate per arrestare dal 10 al 15% delle cellule in mitosi. La vindesina e la vincristina hanno un'efficacia circa equivalente a dosaggi che arrestano il 40–50% delle cellule in mitosi. A differenza della vinblastina, la vindesina produce pochissime cellule in fase post-metafase.

### Effetti del composto e usi clinici
Si tratta di un derivato della vinblastina con attività antineoplastica. Viene utilizzata per il trattamento della leucemia acuta, del linfoma maligno, del morbo di Hodgkin, dell'eritremia acuta, del carcinoma polmonare non a piccole cellule, della panmielosi acuta e del tumore al seno. La vindesina ha dimostrato attività in pazienti che hanno avuto una recidiva durante un trattamento con più farmaci che includeva la vincristina.

### Controindicazioni ed effetti collaterali
I principali effetti collaterali sono mielosoppressione e neurotossicità. Il rapporto beneficio rischio deve essere valutato prima di utilizzare la vindesina nelle donne in gravidanza. In genere, si raccomanda di evitare l'uso di agenti antineoplastici, soprattutto la chemioterapia combinata, durante la gravidanza quando possibile, in particolare durante il primo trimestre. Anche se le informazioni disponibili sono limitate a causa del ridotto numero di casi documentati di somministrazione di antineoplastici in gravidanza, è necessario tenere conto del potenziale mutageno, teratogeno e cancerogeno di questi farmaci. Altri rischi per il feto includono le reazioni avverse osservate negli adulti.
L'uso di piccole quantità di vindesina quotidianamente per lunghi periodi nel trattamento dei bambini con leucemia linfoblastica acuta non è consigliato, anche se il dosaggio settimanale risultante può essere simile a quello raccomandato. Gli effetti depressivi sul midollo osseo possono determinare un aumento dell’incidenza di infezioni microbiche, un ritardo nella guarigione e sanguinamento gengivale.
Le cure dentistiche, quando possibile, dovrebbero essere completate prima dell’inizio della terapia o posticipate fino a quando i valori ematici non siano tornati nella norma. I pazienti dovrebbero essere istruiti su una corretta igiene orale, inclusa la cautela nell’uso dello spazzolino da denti tradizionale, del filo interdentale e degli stuzzicadenti.

### Tossicologia
Il sovradosaggio provoca dolore muscolare generalizzato, acufene, diarrea, insonnia, sensazione di bruciore in bocca e singhiozzo. I pazienti solitamente rispondono al trattamento di supporto (leucovorina nutrizionale parenterale, citrullina 600 mg/die, arginina 1200 mg/die e ornitina 600 mg/die). La neurotossicità della vindesina risulta superiore a quella della vincristina, ma inferiore a quella della vinblastina in termini di inibizione della crescita dei neuriti in modo dose-dipendente nel test in vitro della crescita neuritica dipendente dal fattore di crescita neuronale nella linea cellulare PC12 di feocromocitoma.

### Interazioni
Gli effetti leucopenici e/o trombocitopenici della vindesina possono aumentare in caso di terapia concomitante o recente con farmaci che causano le stesse alterazioni ematologiche; se necessario, la dose di vindesina dovrebbe essere aggiustata in base ai valori dell’emocromo. Può verificarsi una depressione midollare aggiuntiva, inclusi dermatite severa e/o mucosite, quando due o più agenti mielosoppressivi, inclusa la radioterapia, vengono utilizzati contemporaneamente o in successione; in tali casi può essere necessaria una riduzione della dose.
Dispnea acuta e broncospasmo severo sono stati frequentemente riportati durante terapie combinate che includono alcaloidi della vinca. La reazione può manifestarsi entro pochi minuti o dopo alcune ore dalla somministrazione dell’alcaloide. La tossicità neurologica può insorgere precocemente durante il trattamento e risultare più grave se somministrata insieme ad altri farmaci con potenziale neurotossico.